# 今治市営球場
今治市営球場（いまばりしえいきゅうじょう）は、愛媛県今治市にある市営野球場。大新田公園内にある。

## 概要
開場は1952年（昭和37年）。かつてはプロ野球オープン戦の開催地ともなり、また1965年-1966年（昭和40-41年）には近鉄バファローズの秋季キャンプ地としても使用された。全国高等学校野球選手権大会（高校野球）の県予選が行われるほか、少年野球の大会なども行われている。四国アイランドリーグplus発足後は公式戦（主催は愛媛マンダリンパイレーツ）が年数回行われ、女子ソフトボール1部リーグの試合も行われる。2017年に愛媛県で開催される第72回国民体育大会の軟式野球の会場に内定している。後述する改修工事に伴い、2014年（平成26年）と2015年（平成27年）のシーズンはアイランドリーグの公式戦が実施されなかったが、2016年（平成28年）から使用が再開された。
2013年（平成25年）11月から改修工事を行い、夜間開催可能な照明設備や屋内ブルペンの新設、内外野スタンドやスコアボードなどの改修、グラウンド天然芝の張替えなどの改良を行い、2015年（平成27年）4月17日に完成式典を行って新装開場した。この改修に伴い、両翼は91.4mから100mへ、中堅は115.82mから122mへ各々拡張された。

## 施設概要
- 両翼：100m[2]、中堅：122m[2]
- 内野：土、外野：天然芝
- 収容人員：7,593人(内野：座席4,393人、外野：芝生席3,200人）
  - 内野スタンドに屋根あり
- スコアボード：磁気反転式
- ナイター設備：6基、2015年（平成27年）4月新設[1]

## プロ野球開催実績
パシフィック・リーグ公式戦
- 1967年（昭和42年）5月13日 - 近鉄バファローズ 7-6 西鉄ライオンズ 観衆：7,000人

オープン戦
- 1960年（昭和35年）2月27日 - 近鉄バファローズ 9-6、3-1 広島東洋カープ 観衆：7,000人
- 1961年（昭和36年）3月2日 - 近鉄バファローズ 8-3 大洋ホエールズ
- 1961年3月2日 - 東映フライヤーズ 4-5 大洋ホエールズ
- 1970年（昭和45年）3月14日 - 近鉄バファローズ 3-2 広島東洋カープ
- 1983年（昭和58年）3月29日 - 近鉄バファローズ 11-0 阪神タイガース

## 交通機関
- 鉄道・路線バス：四国旅客鉄道（JR四国）予讃線、今治駅から瀬戸内バス：西浦、波方、波止浜方面行きに乗車、球場前バス停下車
- 最寄りのインターチェンジ：今治小松自動車道・今治湯ノ浦インターチェンジ